# 圣索尔兰达尔沃
圣索尔兰达尔沃（法語：Saint-Sorlin-d'Arves，法語發音：[sɛ̃ sɔʁlɛ̃ daʁv]）是法国萨瓦省的一个市镇，属于圣让德莫里耶讷区。

## 地理
圣索尔兰达尔沃（45°13'16"N, 6°14'5"E）面积39 平方千米，位于法国奥弗涅-罗讷-阿尔卑斯大区萨瓦省，该省份为法国东部省份，历史上为薩伏依的一部分，北起上萨瓦省，西接伊泽尔省和安省，南部和东部与上阿尔卑斯省和意大利接壤。
与圣索尔兰达尔沃接壤的市镇（或旧市镇、城区）包括：贝斯、上瓦桑地区克拉旺、沃雅尼、圣科隆邦德维拉尔、圣让达尔沃、比利亚伦贝尔、阿勒蒙。

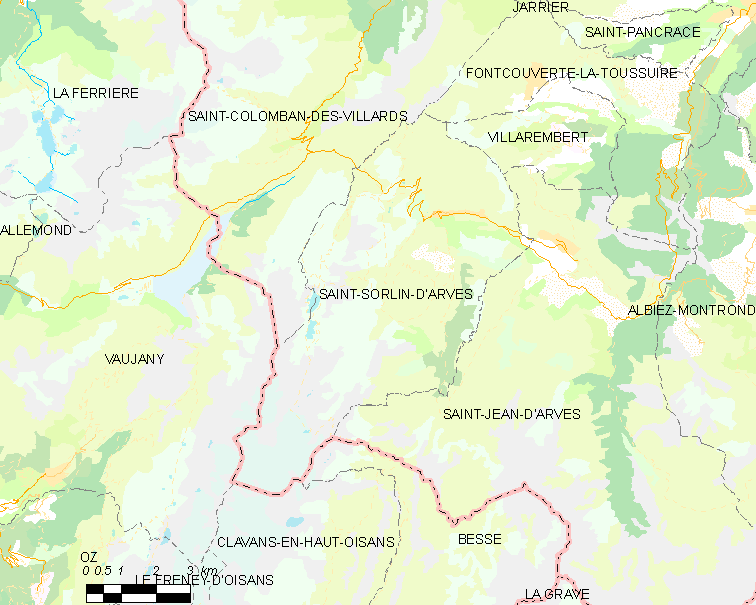
圣索尔兰达尔沃的OSM定位图

圣索尔兰达尔沃的时区为UTC+01:00、UTC+02:00（夏令时）。

## 行政
圣索尔兰达尔沃的邮政编码为73530，INSEE市镇编码为73280。

## 政治
圣索尔兰达尔沃所属的省级选区为圣让德莫里耶讷县。

## 人口

1962-2008年间圣索尔兰达尔沃人口变化图示

圣索尔兰达尔沃于2022年1月1日时的人口数量为347人。